# Национальная пинакотека Болоньи
Национальная пинакотека Болоньи (итал. Pinacoteca nazionale di Вologna) — художественный музей в итальянском городе Болонья. Расположен на улице Изящных Искусств 56 (Via Belle Arti 56), в бывшем здании ордена Св. Игнатия (иезуитов), в университетском квартале Болоньи, неподалёку от болонской Академии изящных искусств. В собрании музея представлены в основном работы художников из Средней Италии XIII—XVIII веков.

## История
Основоположником Пинакотеки в XVIII веке в Болонье считается кардинал Просперо Ламбертини, будущий папа римский Бенедикт XIV. Здесь он собирается создать хранилище алтарных картин от различных церквей города. Первыми экспонатами Пинакотеки в 1762 году стали алтарные полотна начала XV века из разрушенной церкви Санта-Мария-Магдалена. В 1776 в музей были переданы 12 алтарных полотен и византийских икон XIII столетия. Часть картин хранились в Академии Клементина, художественной секции болонского Института Наук (Istituto delle Scienze). Другим местом сосредоточения художественных ценностей в Болонье был Аппартаменто Гонфалоньери во Дворце общины (Palazzo Pubblico). Здесь хранились работы Франческо Филиппини, Витале да Болонья, Рафаэля, Пьетро Перуджино, Лоренцо Коста, Аннибале Карраччи, Гвидо Рени и других выдающихся мастеров.
После установления республиканского режима в Болонье 1796 году и свержения власти римского папы, по решению Болонского сената были конфискованы и переданы в музей из местных церквей и монастырей около 1000 алтарных картин, икон и других произведений искусства. В 1802 году Пинакотека обосновывается по её нынешнему адресу, Via Belle Arti 56, в здании, построенном в 1726 году архитектором Альфонсо Торреджиани для ордена иезуитов. После крушения наполеоновской империи в 1815 году, в болонскую пинакотеку были возвращены картины, вывезенные ранее из города французами. В 1826 году был составлен первый каталог этого музея. В 1844 году экспозиция была расширена за счёт церкви св. Игнатия, с её росписью на сводах Апофеоз св. Игнатия (Apoteosi di Sant’Ignazio). В 1875 году Пинакотека была открыта для регулярных посещений, в 1882 году она получила права самоуправления. В 1997 году она была полностью реставрирована и обустроена согласно самым современным требованиям.
В настоящее время Национальная пинакотека Болоньи входит в число лучших художественных музеев Италии. В ней, наряду с постоянной экспозицией, проводятся как тематические выставки, так и научно-педагогическая работа.

## Галерея

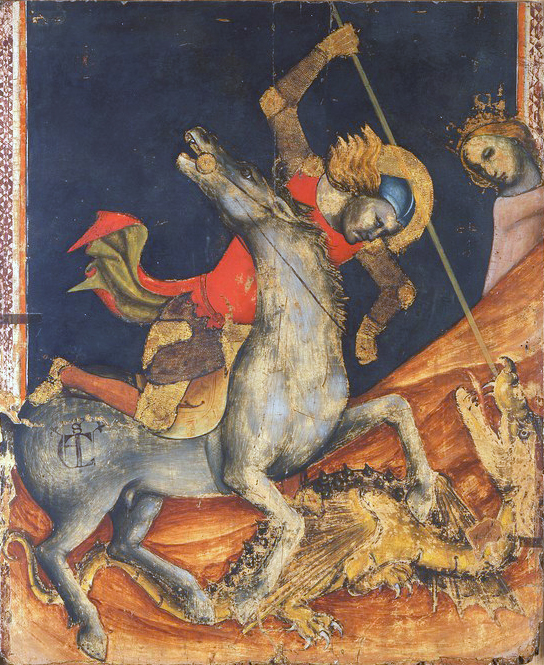
Витале да Болонья Св.Георгий, побеждающий дракона
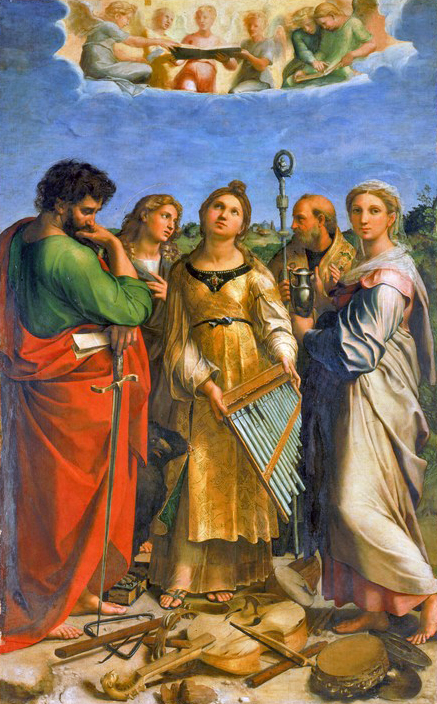
Рафаэль Св.Цецилия в окружении других святых
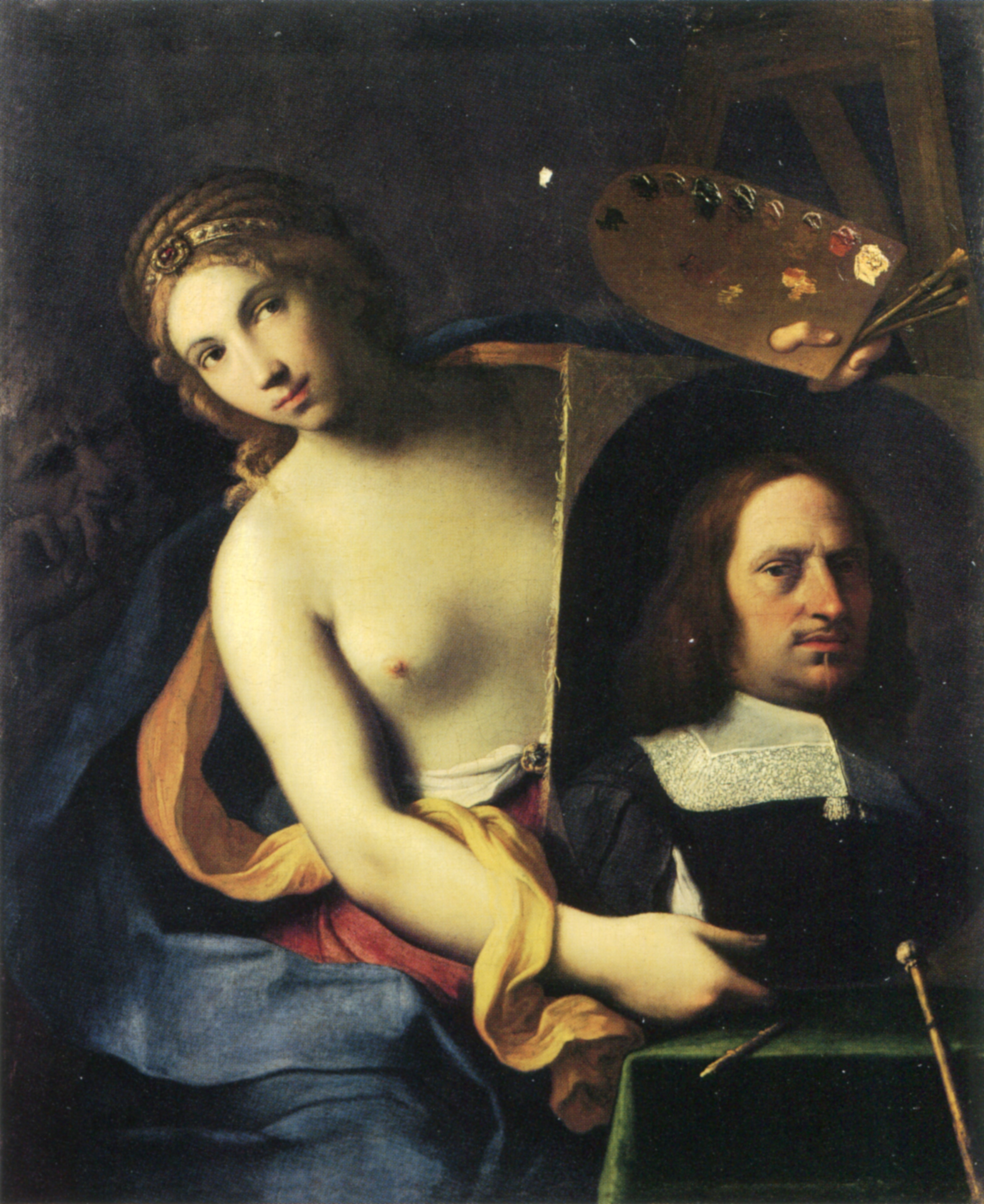
Джованни Доменико Черрини Аллегория живописи
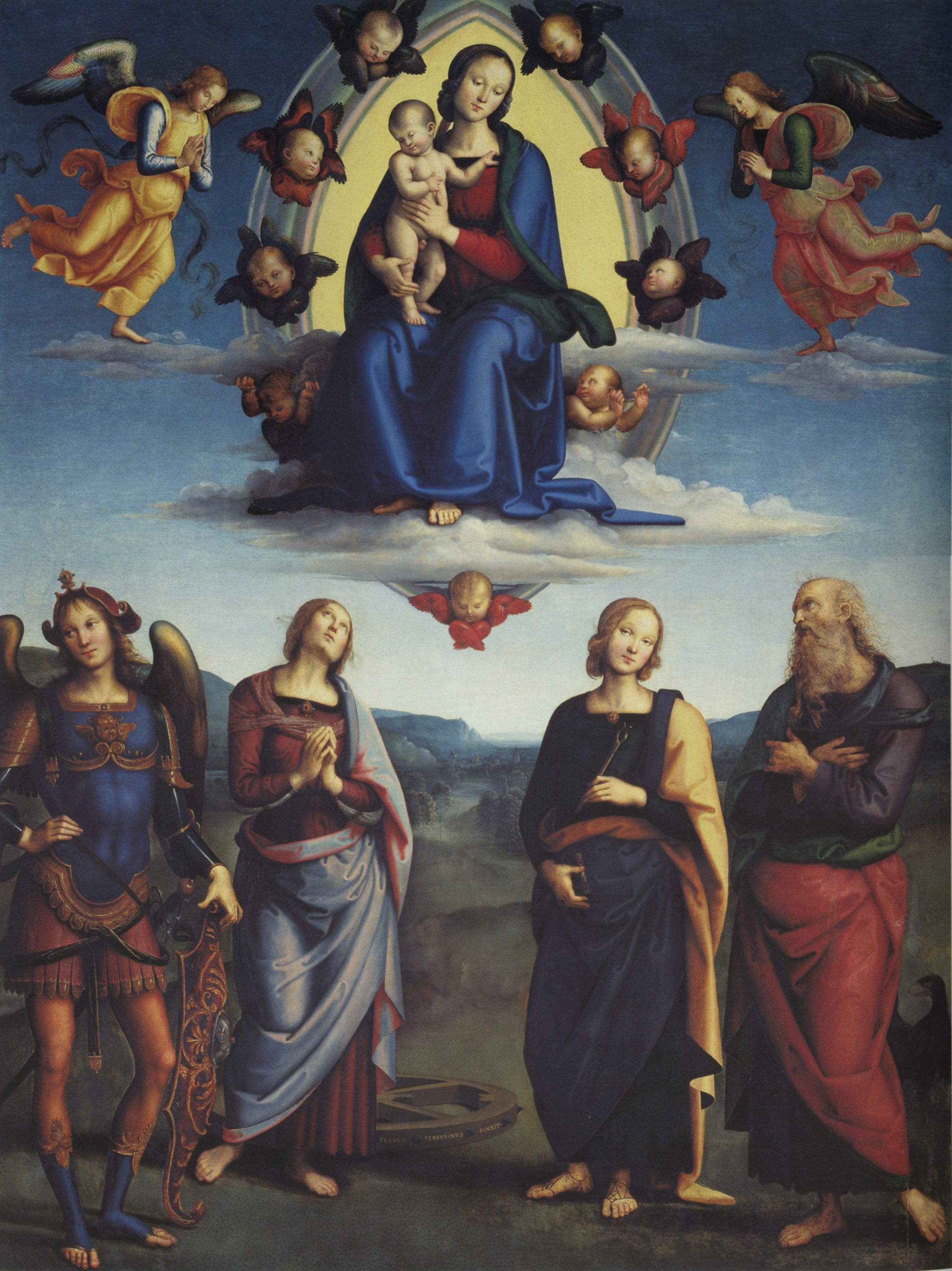
Пьетро Перуджино Мадонна с младенцем во славе, в окружении архангела Михаила и святых
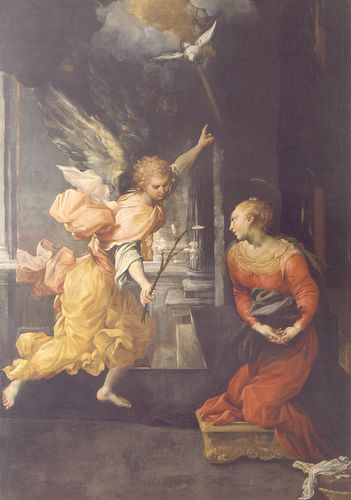
Пьетро Фаччини Благовещение (ок. 1600)
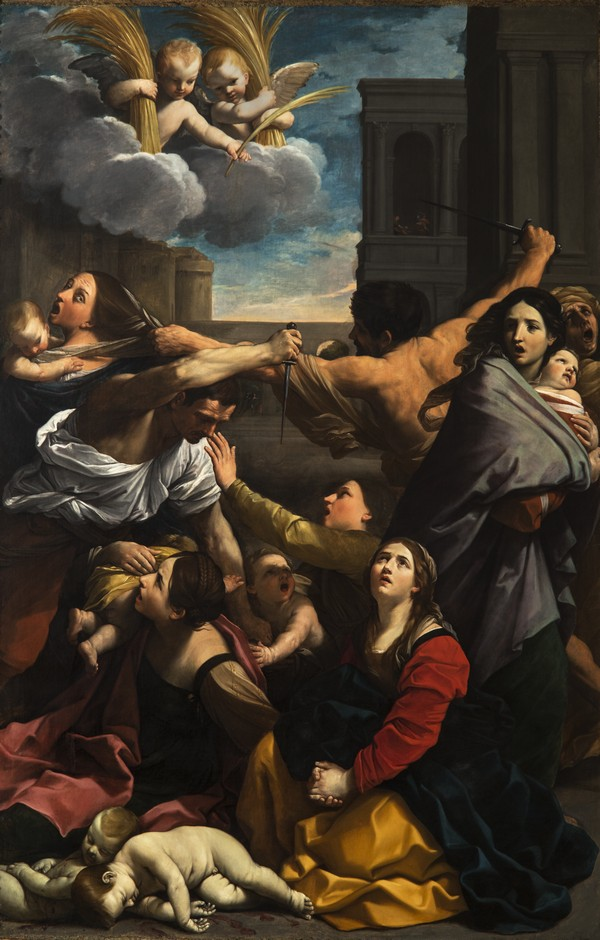
Гвидо Рени Избиение младенцев в Вифлееме (1611-1612)
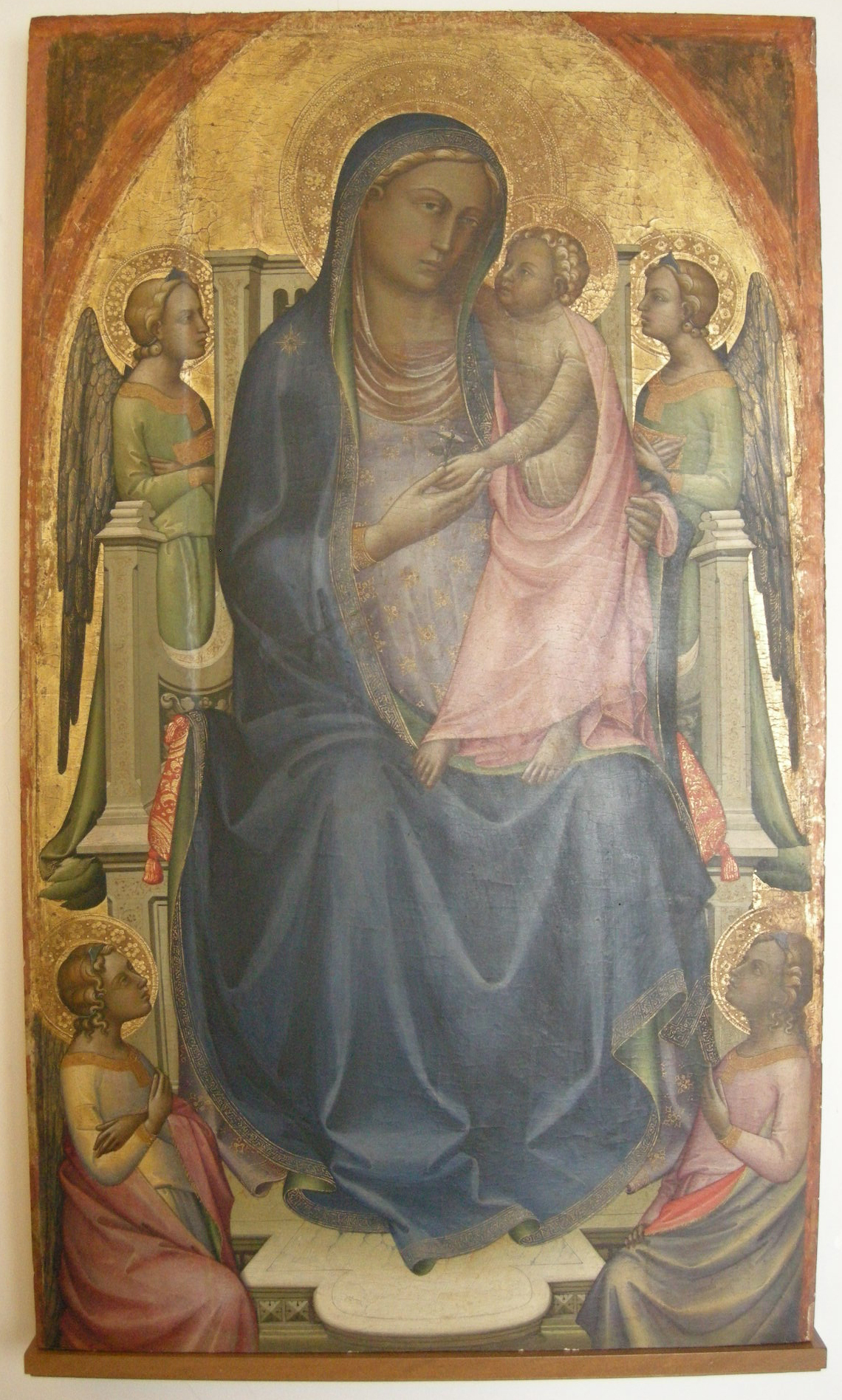
Лоренцо да Монако Мадонна с младенцем на троне, в окружении четырёх ангелов (1402-1403)
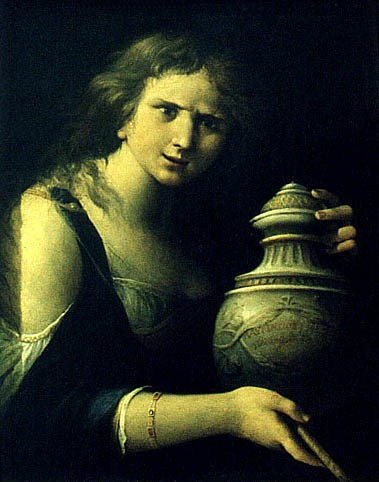
Лоренцо Габриери Цирцея
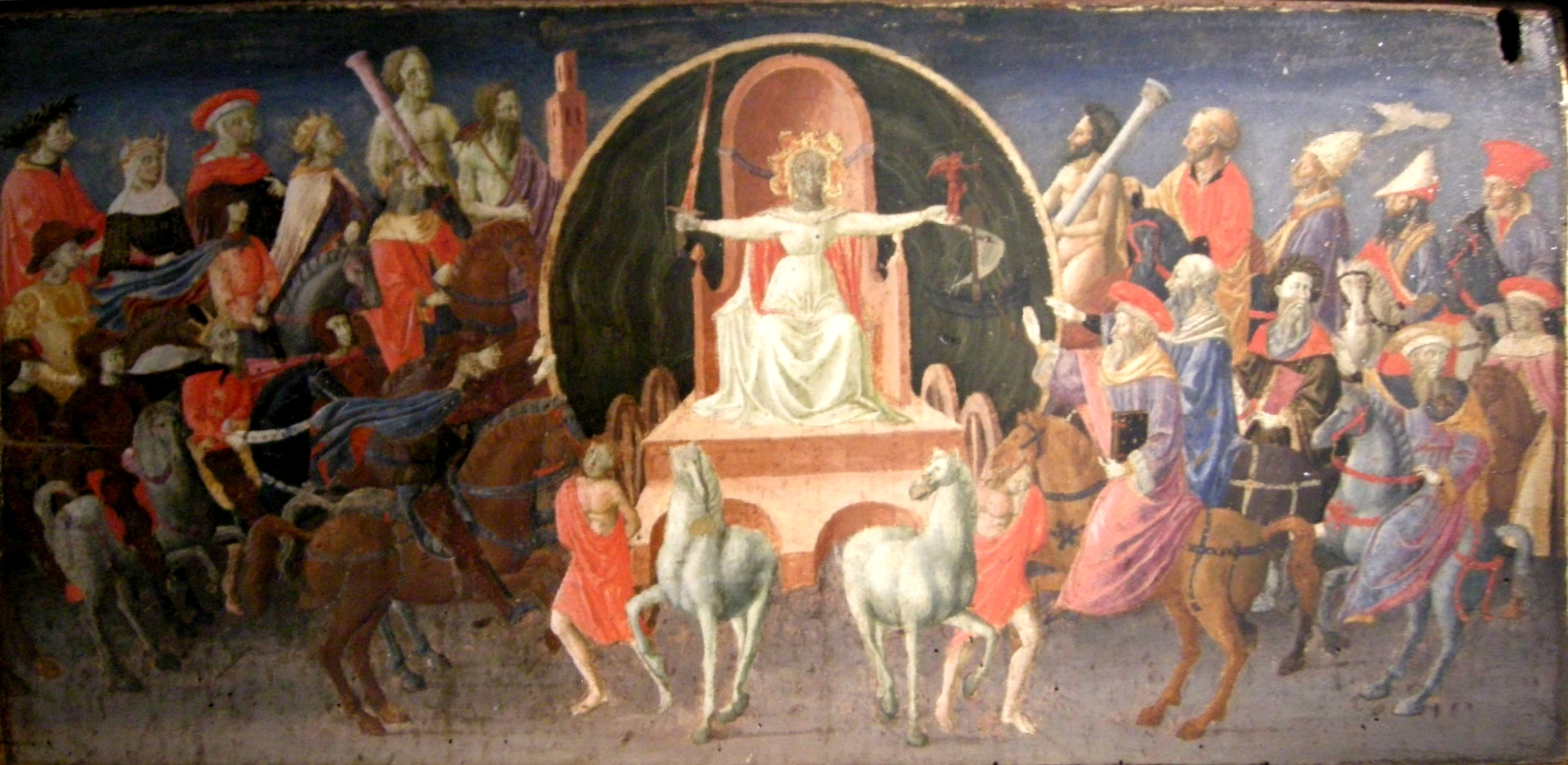
Заноби Строцци Триумф Славы
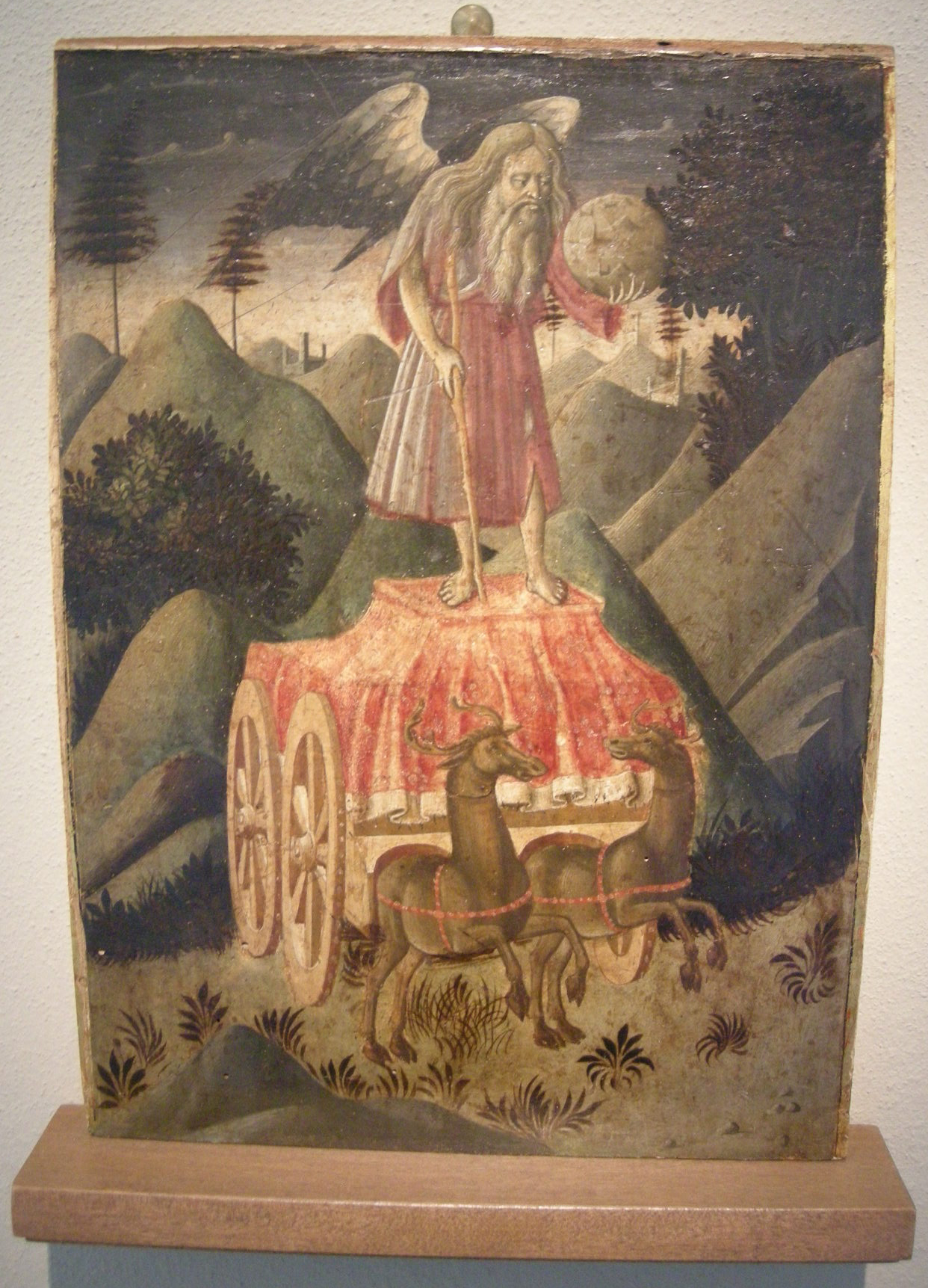
Заноби Строцци Триумф Времени
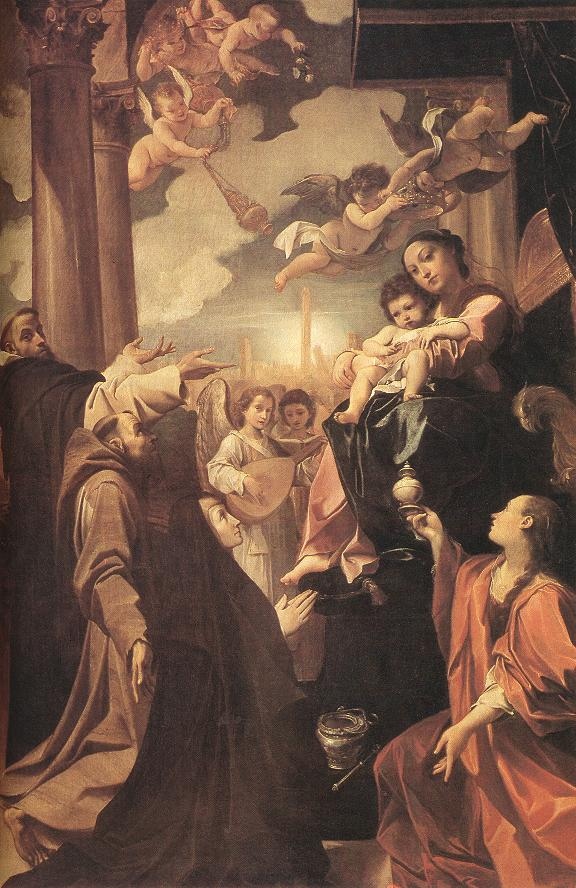
Лодовико Карраччи Мадонна (1588)
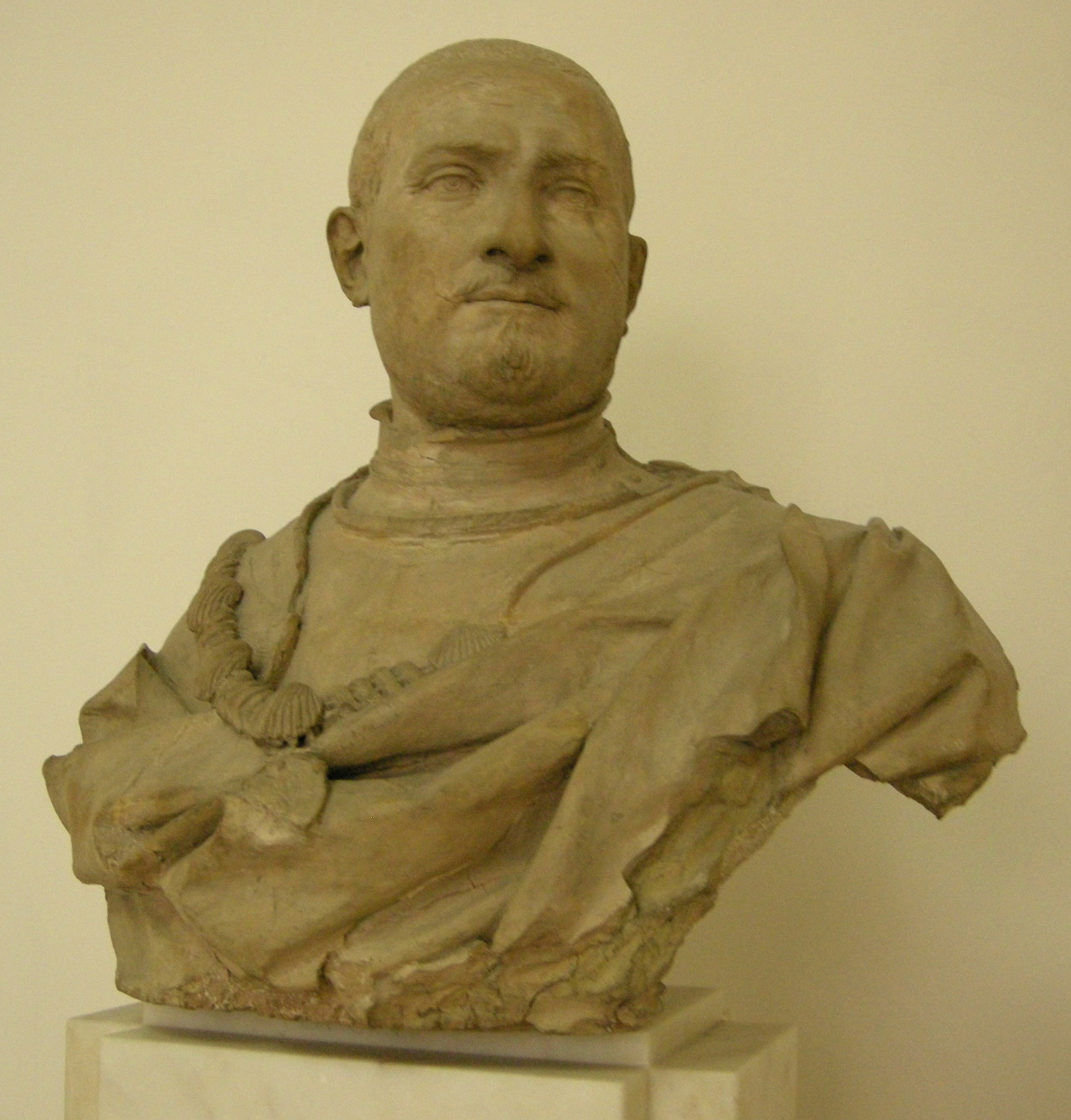
Алессандро Альгарди Бюст Маурицио Франжипане
Лодовико Карраччи Авраам и три ангела
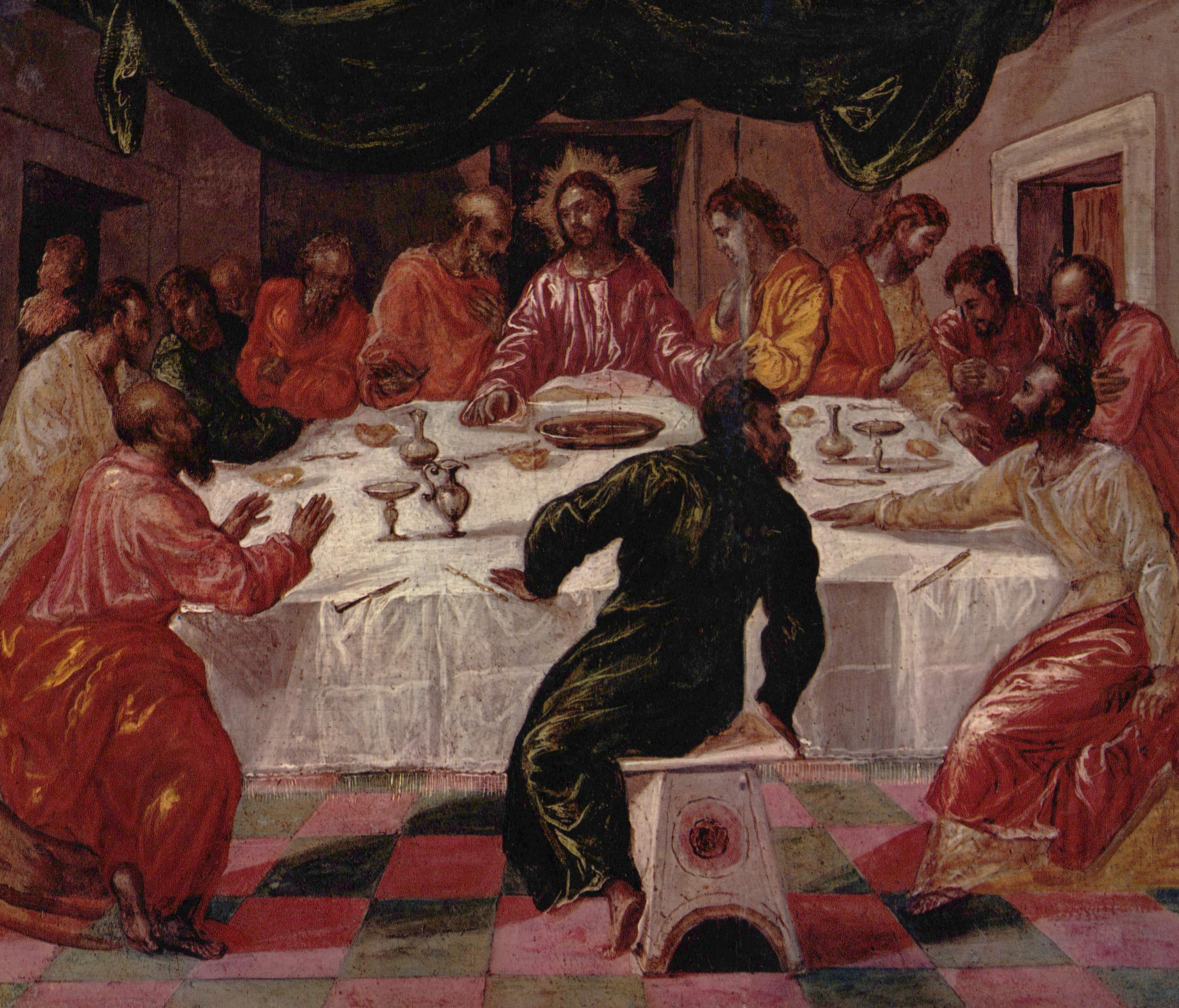
Эль Греко Тайная вечеря (1596)
Доменикино Убийство св.Петра-Мученика (1618-1620)
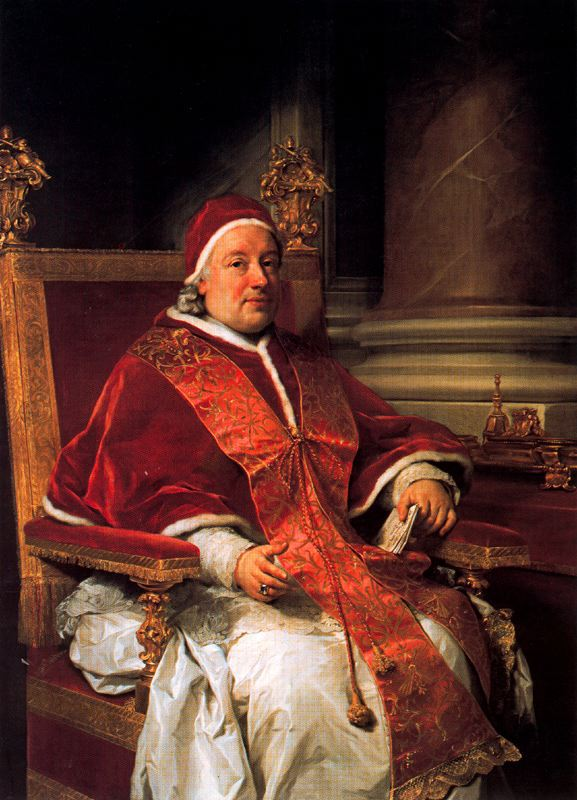
Антон Рафаэль Менгс Портрет папы Климента XIII
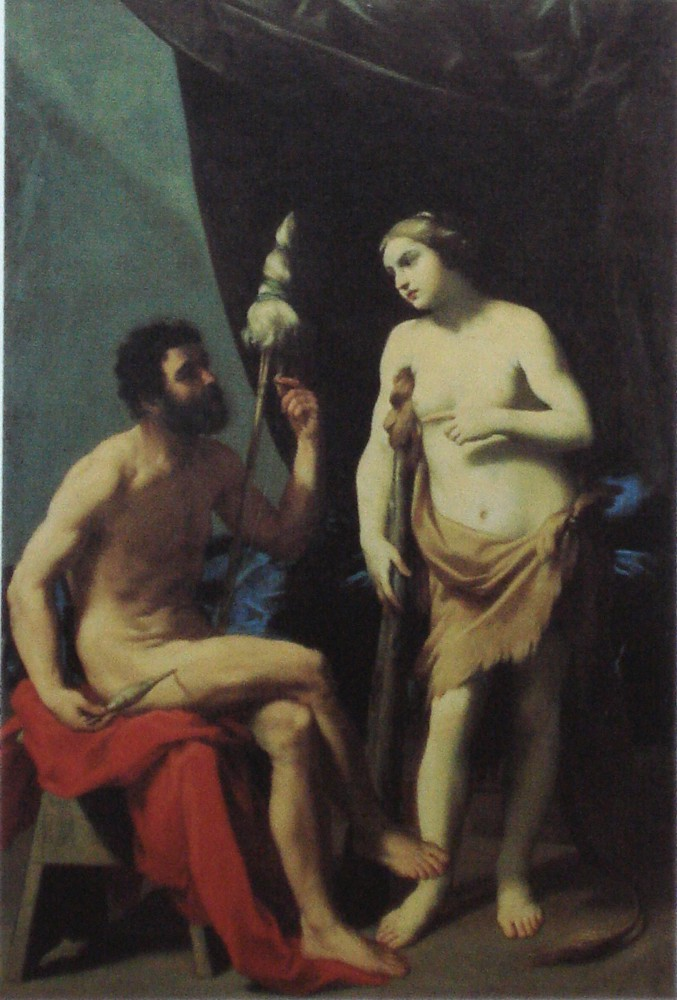
Франческо Джесси Геркулес и Омфала
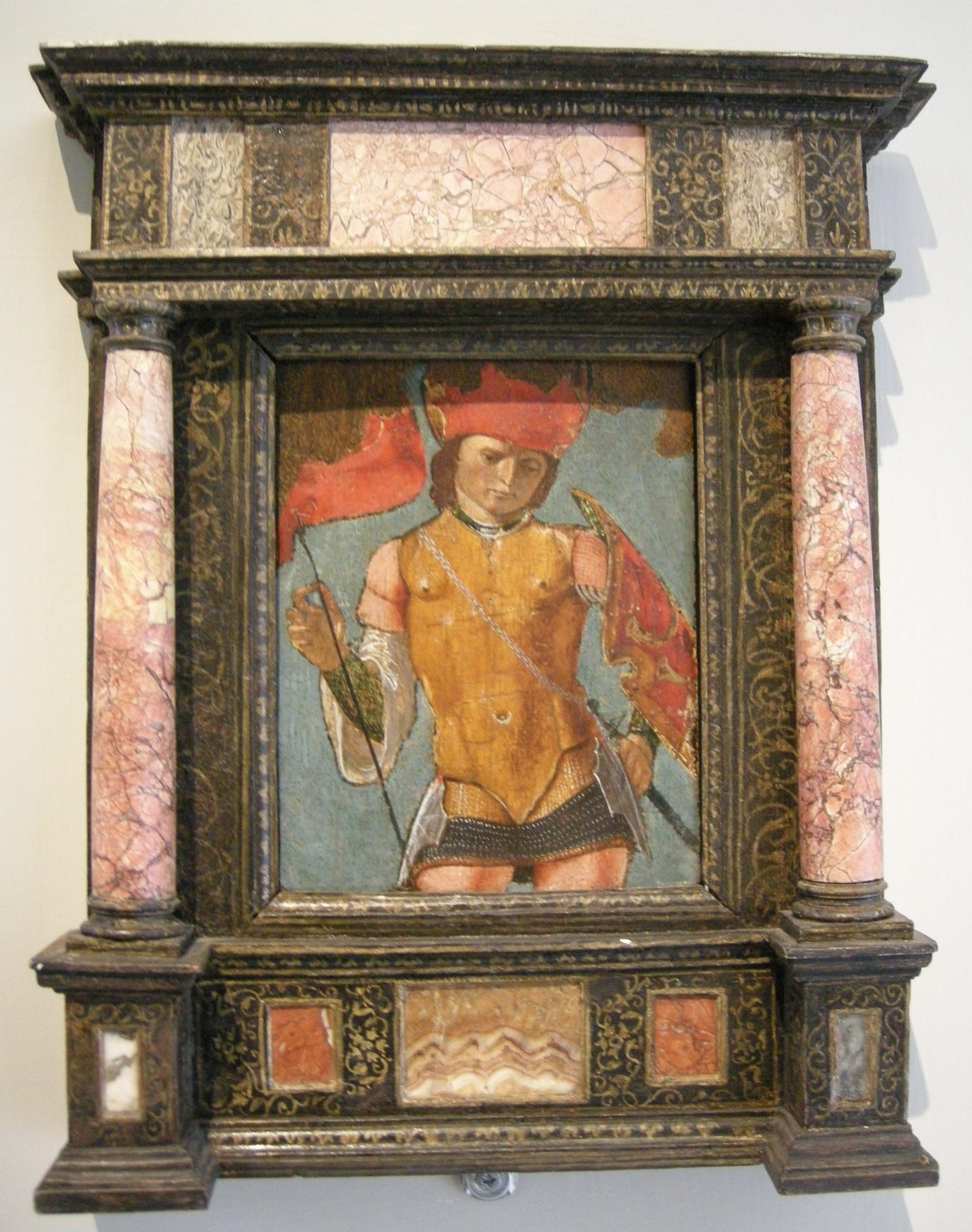
Эрколе де Роберти Михаил-Архангел (1480-1485)
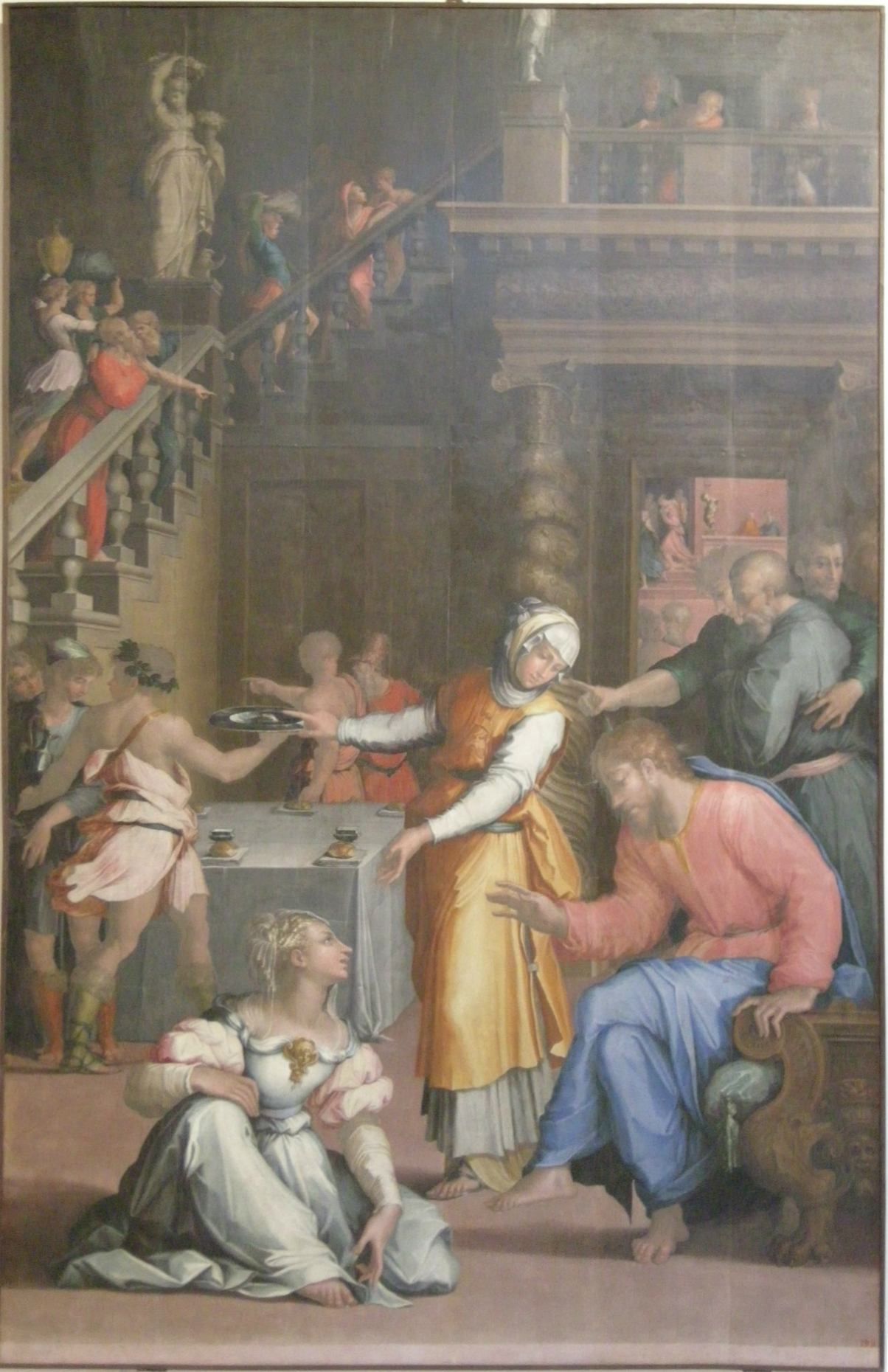
Джорджо Вазари Иисус в доме Марфы и Марии (1540)
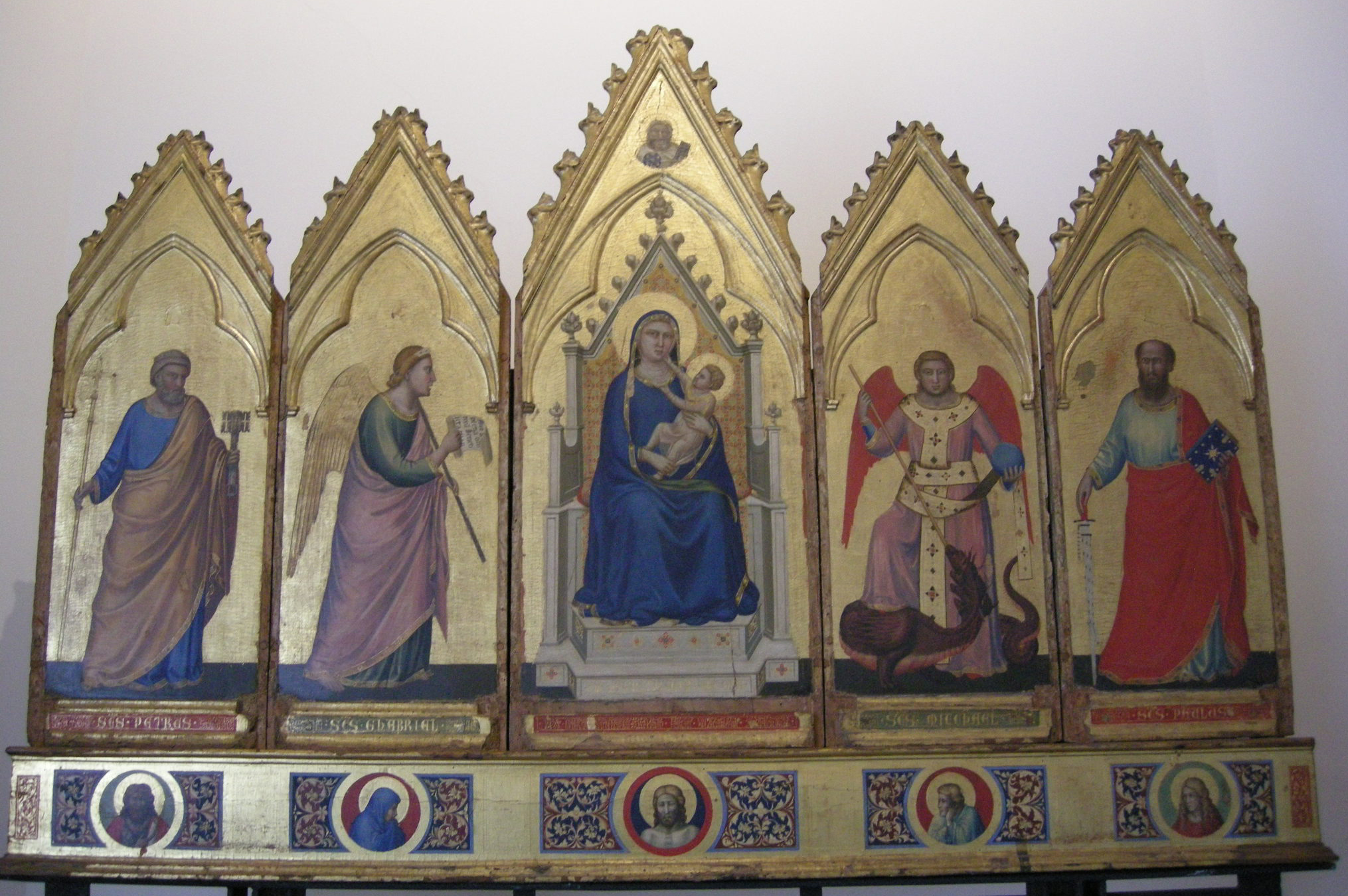
Джотто Пентаптих с мадонной, младенцем Иисусом и святыми (1330)
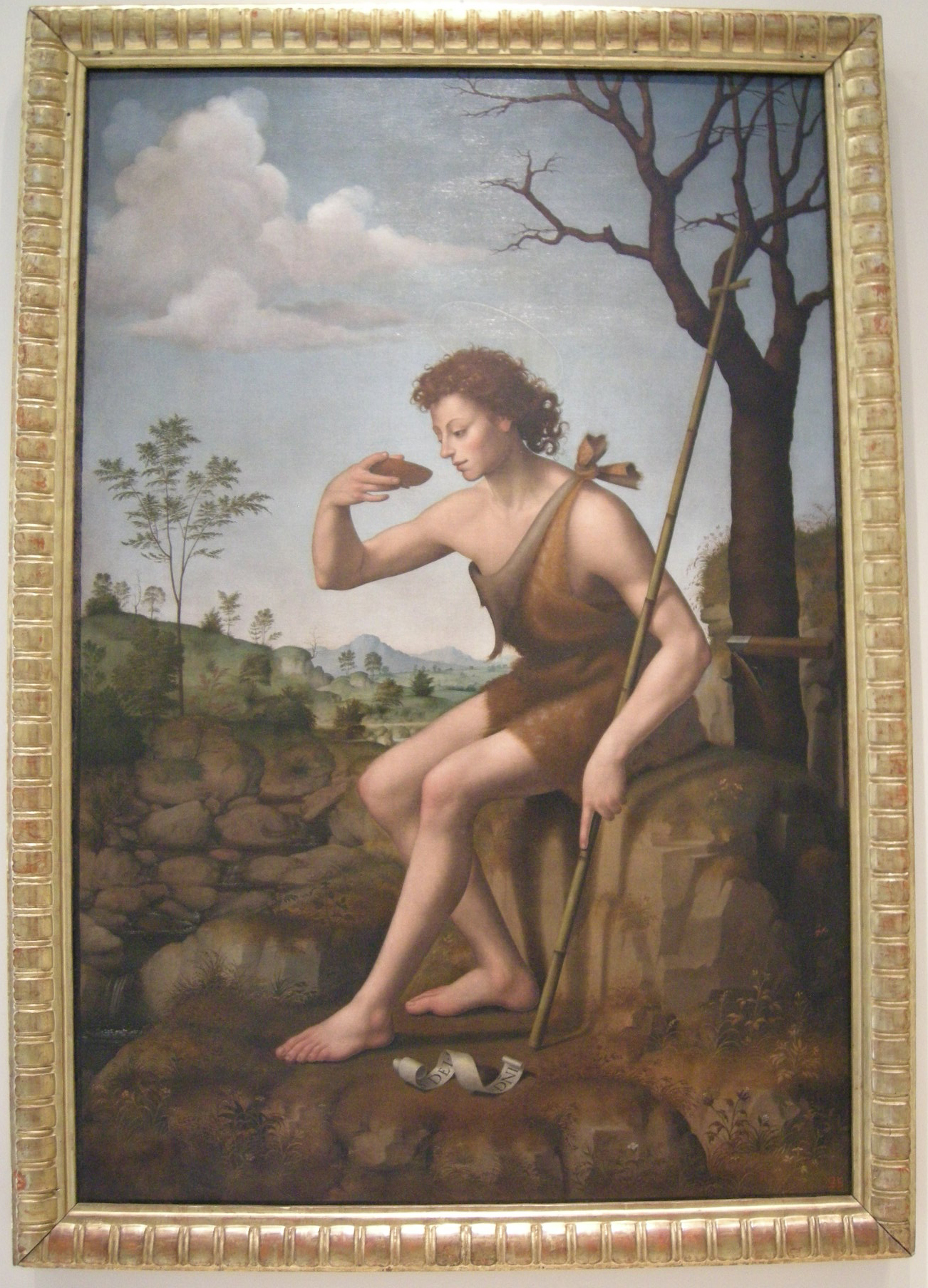
Джулиано Буджардини Святой Иоанн Креститель.
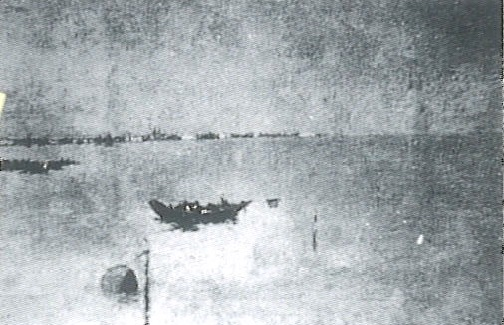
Франче́ско Филиппи́ни, Сирокко в Венецианской лагуне